# Józef Piegłowski
Józef Piegłowski herbu Nałęcz (zm. w 1779 roku)  – kasztelan słoński w 1775 roku, chorąży ciechanowski w 1764 roku.
Był elektorem Stanisława Augusta Poniatowskiego w 1764 roku z ziemi ciechanowskiej. 